# Presidenti del Torino Football Club
Qui di seguito sono riportati i presidenti del Torino Football Club, società calcistica italiana con sede a Torino.

## Elenco cronologico dei presidenti
In più di 110 anni di storia societaria, alla guida del Torino si sono avvicendati 29 presidenti. Il primo presidente della società granata fu Franz Josef Schonbrod. Di seguito l'elenco dei presidenti del Torino e i relativi trofei vinti dall'anno della fondazione:
- 1906-07  Franz Josef Schönbrod
- 1907-08  Alfred Dick
- 1908-11  Giovanni Secondi
- 1911-19  Guido Castoldi
- 1919-20  Giovanni Secondi
- 1920-22  Luigi Paissa
- 1922-24  Giuseppe Bevione
- 1924-28  Enrico Marone Cinzano
- 1928-30  Giacomo Ferrari
- 1930-31  Giuseppe Vastapane
- 1931-32  Vittorio Gervasio
- 1932-34  Giovanni Battista Mossetto
- 1934-35  Euclide Silvestri
- 1935-39  Giovan Battista Cuniberti
- 1939-53  Ferruccio Novo
- 1953-55 Comitato di Reggenza (Simeone Colombo, Arturo Colonna, Beniamino Gay, Dino Lora Totino)
- 1955-56  Teresio Guglielmone
- 1956-57 Comitato esecutivo (Arturo Colonna, Beniamino Gay, Antonio Liberti)
- 1957-59  Mario Rubatto
- 1959-61  Luigi Morando
- 1961-63  Angelo Filippone
- 1963-82  Orfeo Pianelli
- 1982-87  Sergio Rossi
- 1987-89  Mario Gerbi
- 1989-93  Gian Mauro Borsano
- 1993-94  Roberto Goveani
- 1994-97  Gianmarco Calleri
- 1997-00  Massimo Vidulich
- 2000  Giuseppe Aghemo
- 2000-05  Attilio Romero
- 2005  Pierluigi Marengo
- 2005-oggi  Urbano Cairo

## Biografie dei presidenti

### Franz Josef Schönbrod
Prese parte allo storico incontro svoltosi il 6 dicembre 1906 presso la Birreria Voigt. Prima di ricoprire la carica di presidente del Torino, giocò 5 stagioni come difensore del F.C. Torinese.

### Alfred Dick
Ex dirigente juventino, fu tra i fondatori della società granata. Ricoprì dapprima la carica di vicepresidente, poi quella di presidente, succedendo dunque a Schönbrod.

### Giovanni Secondi
Ricoprì la carica di presidente in due momenti diversi, ovvero nel periodo 1908-11 e nella stagione 1919-20.

### Guido Castoldi
Guido Castoldi fu presidente del Torino dal 1911 al 1914.

### Luigi Paissa
Luigi Paissa fu presidente del Torino dal 1920 al 1922.

### Giuseppe Bevione
Giornalista e politico torinese, ricoprì la carica di presidente della società granata dal 1922 al 1924.

### Enrico Marone Cinzano
Il Conte Enrico Marone Cinzano, figlio di Paola Cinzano (ultima erede della famiglia fondatrice dell'omonima azienda di liquori) fu presidente granata dal 1924 al 1928. Sotto la sua presidenza, il Torino conquistò lo scudetto nella stagione 1926-27 (revocato in seguito al caso Allemandi) e nella stagione 1927-28. Marone Cinzano diede inoltre iniziò ai lavori di quello che in seguito sarà noto come Stadio Filadelfia.

### Giacomo Ferrari
Fu presidente del Torino dal 1928 al 1930.

### Giuseppe Vastapane
Nato a Chieri, si dedicò alla gestione di aziende tessili e fu presidente del Torino nella sola stagione 1930-31.

### Vittorio Gervasio
Vittorio Gervasio fu presidente del Torino nella sola stagione 1932-1933.

### Giovanni Battista Mossetto
Fu presidente del Torino dal 1932 al 1934.Imprenditore principalmente nel settore edile, originario di Volpiano, molto attento alla filantropia. Pochi anni dopo l’esperienza di Presidente decide di fondare il primo centro sportivo di Volpiano, la Colonia Antonio Mossetto, e il Circolo Ricreativo Mossetto dedicato al gioco delle bocce per i ferrovieri della zona Borgo Dora di Torino. Nel 1992 viene istituita la Fondazione Giovanni Battista Mossetto Onlus dedicata in origine allo sviluppo educativo e sportivo dei ragazzi disabili del Basso Canavese. 

### Euclide Silvestri
Nato a Cuneo, fu professore ordinario di idraulica presso il Politecnico di Torino. Ricoprì la carica di vice podestà di Torino dal 1931 al 1935 e venne nominato senatore nel 1939. Fu presidente del Torino nella stagione 1934-35.

### Giovan Battista Cuniberti
L’ingegner Giovanni Battista Cuniberti fu presidente del Torino dal 1935 al 1939. Al suo insediamento trovò un Torino con problemi finanziari e a rischio retrocessione. Durante la sua presidenza potenziò il settore giovanile e in 4 anni ottenne 2 secondi posti e la vittoria della Coppa Italia 1936-1936.

### Ferruccio Novo
Ferruccio Novo divenne presidente del Torino nel 1939 all'età di 42 anni. Titolare di una fabbrica di accessori per l'industria, aveva giocato nelle giovanili del Torino senza però riuscire mai a raggiungere la prima squadra. Applicò le sue capacità manageriali alla gestione di una squadra di calcio, scegliendo con cura collaboratori e osservatori. Sotto la sua presidenza, il Torino vinse 5 scudetti consecutivi e una Coppa Italia: quella squadra verrà ricordata come Grande Torino.

### Teresio Guglielmone
Nato a Pinerolo il 24 giugno 1902 e di professione industriale, Guglielmone fu presidente del Torino nella stagione 1955-56. Il 25 maggio 1958 venne eletto senatore nel partito della Democrazia Cristiana.

### Mario Rubatto
Nato a Torino il 23 settembre 1916, Rubatto fu imprenditore attivo nella costruzione di autostrade e ricoprì anche ruoli dirigenziali in varie banche. Fu presidente del Torino dal 1957 al 1959.

### Luigi Morando
Nato il 5 agosto, imprenditore attivo nel settore dell'indotto dell'auto, Morando fu presidente del Torino dal 1959 al 1961.

### Angelo Filippone
Nato a Savona il 10 maggio 1916, Filippone fu assicuratore di navi e presidente del Torino dal 1961 al 1963.

### Orfeo Pianelli
Orfeo Pianelli fu alla testa della squadra granata dal 1963 al 1982: una presidenza di 19 anni, la seconda più longeva nella storia del Torino. Nato in una piccola borgata del comune di Borgoforte e figlio di contadini, fin da giovanissimo alternava ore di lavoro allo studio. Lavorò inizialmente in una bottega di falegnami, poi come orticoltore ed in seguito come muratore. A sedici anni si trasferì ad Alpignano, dove lavorò dapprima presso una impresa di costruzioni, poi in una azienda di impianti elettrici. Riuscì inoltre a conseguire il diploma di capomastro e di elettricista. Nel 1945 fondò insieme a Domenico Traversa la "Pianelli & Traversa", operante nel settore della costruzioni di macchinari elettrici. Gli affari per l'azienda andavano egregiamente ed intorno agli anni sessanta Pianelli firmò un contratto con una impresa americana, continuando il processo di espansione della sua azienda. Nel 1963 acquistò il Torino che, sotto la sua gestione, riuscì a vincere lo scudetto nella stagione 1975-76 e 2 Coppe Italia.

### Sergio Rossi
Sergio Rossi fu presidente del Torino dal 1982 al 1987. Nato a Torino nel 1923, lavorò inizialmente come operaio meccanico. In seguito, fondò una propria azienda che, nel 1953, prese il nome di "Rossi Costruzioni Industriali" e poi quello di "Industrie Meccaniche Piemontesi". Intorno agli anni settanta diventò amministratore delegato dell'azienda metalmeccanica Comau, verso la quale confluirono molte sue aziende e non solo. Il 21 maggio 1982 rilevò la società granata dall'allora presidente Pianelli. Durante la sua presidenza, Luciano Moggi assunse il ruolo di direttore sportivo e Luciano Nizzola di amministratore delegato. Per ricoprire il ruolo di allenatore, Rossi ingaggiò dapprima Bersellini ed in seguito Radice. A rafforzare la squadra vennero acquistati, tra i vari, Martina dal Genoa, Aldo Serena in prestito dall'Inter, Franco Selvaggi dal Cagliari e Leovegildo Lins Gama, detto Junior, dal Flamengo. Nel maggio 1987 vendette il Torino per 6 miliardi di lire all'allora vicepresidente Mario Gerbi.

### Mario Gerbi
La biografia di Mario Gerbi si intreccia più volte con la storia del Torino. Imprenditore, nel dopoguerra aprì una fonderia fornitrice della Fiat. Cominciò a frequentare l'ambiente granata già ai tempi di Ferruccio Novo, diventando amico anche di Costa e Colonna. I suoi primi incarichi furono da osservatore per la società torinese: fu lui a seguire per esempio il giocatore Enzo Bearzot quando ancora giocava al Catania. Successivamente entrò in società, diventando nel 1957-58 consigliere e poi vicepresidente. Nel 1965, per divergenze con alcuni dirigenti, abbandonò il Torino. Riapprodò nella squadra granata, nuovamente da vicepresidente, sotto la presidenza di Rossi. Nel 1987 assunse la carica di presidente, che detenne fino al 1989. Morì a Villar Dora nel 2004 all'età di 87 anni.

### Gian Mauro Borsano
Nato a Domodossola, Gian Mauro Borsano fu presidente del Torino dal 1989 al 1993. Poco più che maggiorenne, aprì una propria officina a Trofarello e si laureò in ingegneria. In seguito, fondò un proprio studio di perizie, che poi abbandonò per aprire una società di crediti al consumo. Negli anni ottanta lavorò anche nel settore edilizio con la sua azienda Gima. Entrò nel mondo del calcio acquistando il Torino il 2 marzo 1989 per una cifra intorno ai 7 miliardi e nel 1992 venne anche eletto deputato tra le file del PSI. Tra i suoi traguardi nel mondo del pallone figurano una promozione in serie A ed una finale di coppa UEFA persa. In quegli anni Borsano fu tuttavia coinvolto in decine di processi per fallimenti ed in seguito al bisogno di denaro vennero ceduti giocatori importanti tra i quali Lentini, Cravero e Policano. Nel 1993 vendette per 15 miliardi di lire la società granata a Roberto Goveani.

### Roberto Goveani
Roberto Goveani nacque a Pinerolo nel 1957. Laureatosi in giurisprudenza nel 1979, dal 1984 esercitò la professione notarile. Nel 1993 acquistò il Torino: sotto la sua guida, la squadra granata vinse la Coppa Italia 1992-93. Goveani fu presidente del Torino per una sola stagione, avendo dovuto rassegnare le dimissioni già nel 1994 a causa di problemi finanziari. L'8 aprile 1994, Goveani vendette il Torino per la cifra di 26 miliardi di lire a Gianmarco Calleri.

### Gianmarco Calleri
Nato a Busalla il 10 gennaio 1942, Calleri fu presidente del Torino dal 1994 al 1997. Da giovane fu un calciatore professionista, militando in formazioni come Novara, Monza e Lazio. In seguito divenne imprenditore, acquistando prima la Lazio e poi, nel 1994, il Torino. Il 19 marzo 1997 vendette la società granata per 25 miliardi di lire all'imprenditore Massimo Vidulich.

### Massimo Vidulich
Nato a Genova il 12 settembre 1959, fu presidente del Torino dal 1997 al 2000. Sotto la sua presidenza, i granata si classificarono secondi al campionato di Serie B 1998-1999, accedendo dunque alla Serie A 1999-2000. Il 19 aprile 2000 Vidulich vendette il Torino per 35 miliardi di lire all'imprenditore calabrese Franco Cimminelli, che tuttavia affidò la presidenza a Giuseppe Aghemo.

### Giuseppe Aghemo
Nato a Torino il 27 settembre 1942, l'imprenditore Giuseppe Aghemo fu presidente del Torino per soli 54 giorni, nell'anno 2000. Grande tifoso granata, Aghemo lasciò la presidenza in seguito a divergenze con il proprietario Cimminelli (in primis la scelta del ds Pieroni) e poiché non voleva «essere complice di questa società di juventini e antigranata». Aghemo fu dirigente dell'Unione Industriale di Torino ed anche presidente del Moncalieri Calcio. Suo figlio, Paolo, è giornalista ed inviato di Sky.

### Attilio Romero
Nato a Torino, Attilio Romero fu presidente del Torino dal 2000 al 2005.
Da giovane, il 15 ottobre 1967, di ritorno dalla partita Torino-Sampdoria, travolse con la sua auto due calciatori granata, Fabrizio Poletti (rimasto lievemente ferito) e Gigi Meroni, che morirà a seguito delle gravissime lesioni riportate.
Romero si laureò in scienze politiche e lavorò nell'ufficio stampa della FIAT per diversi anni prima di diventare presidente della società granata, allora acquistata da Francesco Cimminelli.Rimase alla presidenza del Torino fino alla bancarotta del 2005.

### Pierluigi Marengo
Pierluigi Marengo, nato a Torino nel 1957, fu il presidente della Società Civile Campo Torino, poi trasformata in Torino F.C. il 25/8/2005, che esercitò il Lodo Petrucci, riacquisendo il titolo sportivo del Torino Calcio a seguito del fallimento. Il 2 settembre 2005, l'imprenditore di origine alessandrina Urbano Cairo rilevò la società granata per la cifra di 10.000 euro. Laureato in Giurisprudenza presso l'Università di Torino, esercita la professione di avvocato civilista. Dal 2000 al 2005 (VIII legislatura) fu Consigliere Regionale del Piemonte, ricoprendo l'incarico di Presidente della Commissione Regionale Olimpiadi Torino 2006. È autore di vari libri, tra cui TORINO FIAT VOLUNTAS (2014, Iniziative Editoriali); PIEMONTE Tavola & Cantina (2009, Iniziative Editoriali); ITALIA 61 schegge di memoria (2011, Iniziative Editoriali); 2005 Morte e Rinascita del TORO (2019, TORO.IT).

### Urbano Cairo
Urbano Cairo nasce a Milano nel 1957 ed è presidente del Torino dal 2005: in carica da 20 anni, ciò ne fa il più longevo presidente nella storia granata. Laureatosi alla Bocconi, dal 1982 lavorò presso la Fininvest di Berlusconi per svariati anni, ricoprendo diversi ruoli dirigenziali. Venne coinvolto nel caso Mani Pulite: al processo chiese il patteggiamento. Nel 1995 Fininvest sciolse il suo contratto e Cairo si mise in proprio, fondando la Cairo Communication. Nel 2005 acquistò il Torino dall'avvocato Marengo. Sotto la sua presidenza, i granata tornarono a competere in Europa dopo 12 anni, disputando UEFA Europa League 2014-2015.

## Elenco in base agli anni di presidenza
- 20 anni: Urbano Cairo (2005-oggi)
- 19 anni: Orfeo Pianelli (1963-82)
- 14 anni: Ferruccio Novo (1939-53)
- 8 anni: Guido Castoldi (1911-19)
- 5 anni: Sergio Rossi (1982-87); Attilio Romero (2000-05)
- 4 anni: Enrico Marone Cinzano (1924-28); Giovanni Battista Cuniberti (1935-39); Gian Mauro Borsano (1989-93)
- 3 anni: Giovanni Secondi (1908-11, 1919-20); Gian Marco Calleri (1994-97); Massimo Vidulich (1997-00)
- 2 anni: Luigi Paissa (1920-22); Giuseppe Bevione (1922-24); Giovanni Battista Mossetto (1932-34); Mario Rubatto (1957-59); Luigi Morando (1959-61); Angelo Filippone (1961-63); Mario Gerbi (1987-89)
- 1 anno: Franz Josef Schonbrod (1906-07); Alfred Dick (1907-08); Giuseppe Vastapane (1930-31); Vittorio Gervasio (1931-32); Euclide Silvestri (1934-35); Teresio Guglielmone (1955-56); Roberto Goveani (1993-94)
- Meno di un anno: Giuseppe Aghemo (2000); Pierluigi Marengo (2005)